# Angiografie

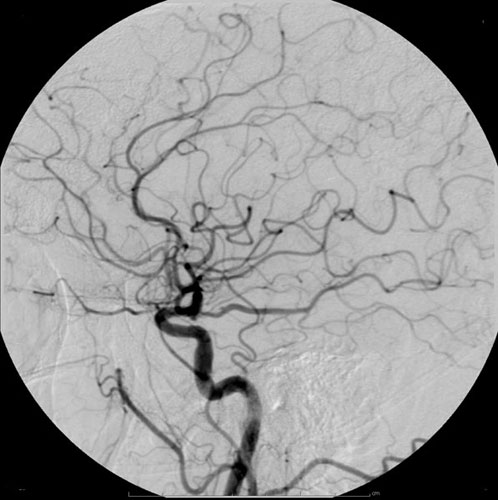
Digitale Subtraktionsangiografie des Kopfes

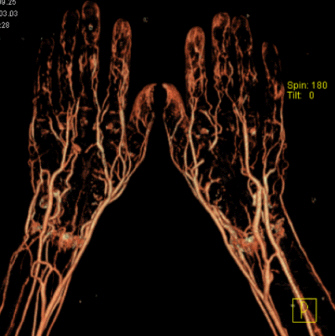
CT-Angiografie der Hände

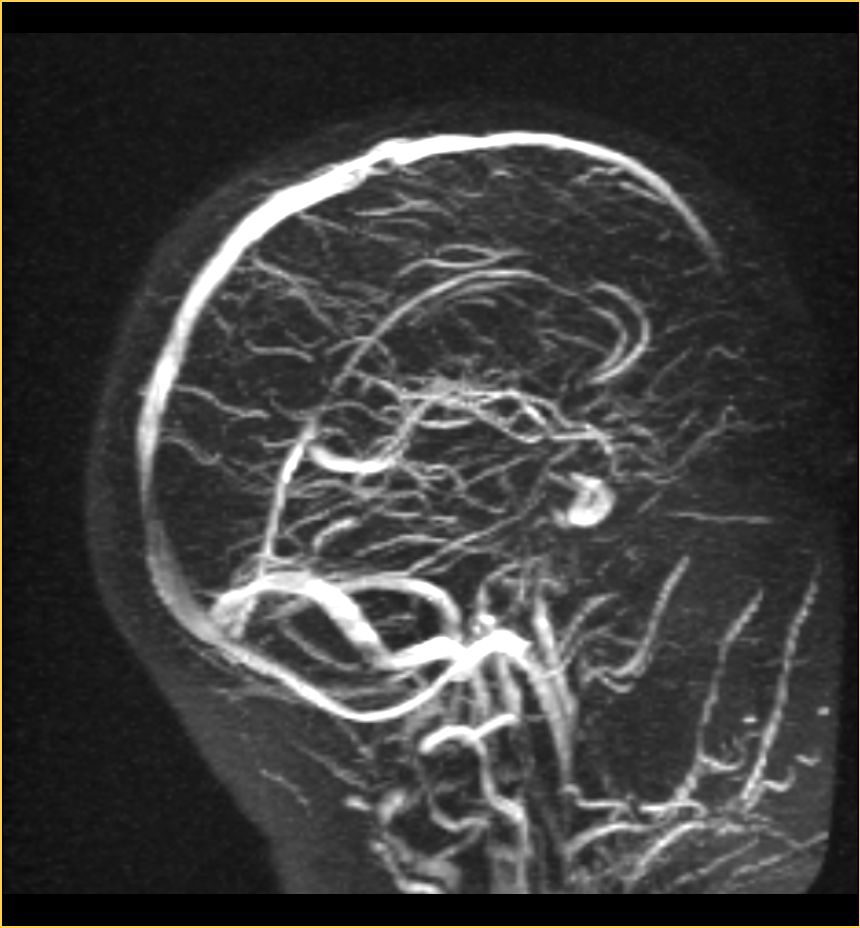
Angiografie der Sinusvenen im MRT

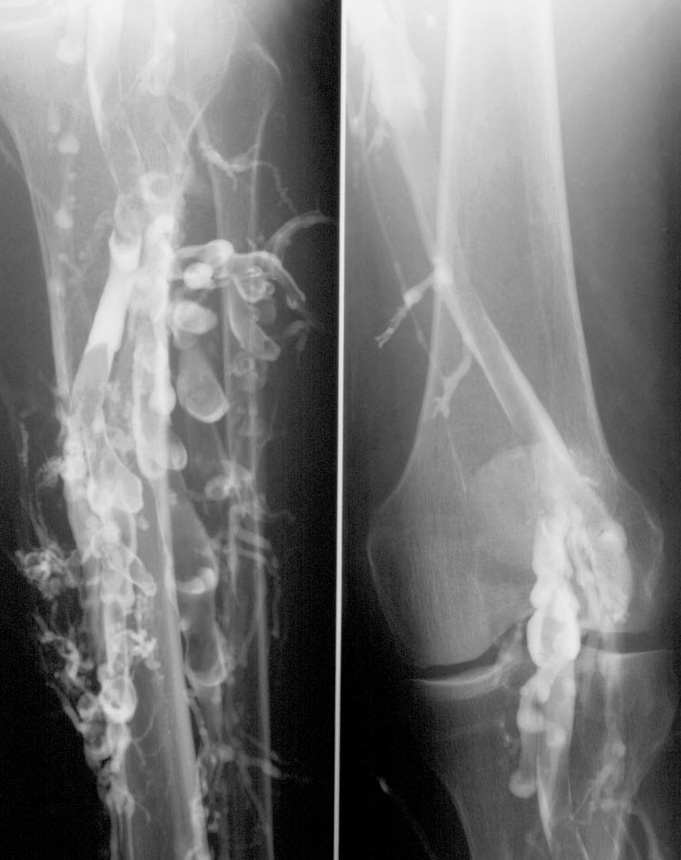
Phlebografie bei tiefer Beinvenenthrombose

Angiografie bzw. Angiographie (Wortteil Angio- von griechisch ἀγγεῖον ‚Gefäß‘) nennt man in der Medizin die ab 1923/1924 eingeführte radiologische Darstellung von Gefäßen, meist Blutgefäßen mittels diagnostischer Bildgebungsverfahren, beispielsweise Röntgen oder Magnetresonanztomografie (MRT). Hierzu wird häufig ein Kontrastmittel in das Blutgefäß injiziert. Auf dem Bild der aufgenommenen Körperregion zeichnet sich dann der mit dem Kontrastmittel gefüllte Gefäßinnenraum ab. Das resultierende Bild nennt man Angiogramm. Mit der MRT sind auch Angiografien ohne Kontrastmittel möglich, wodurch man sich die invasive Punktion des Gefäßes erspart.

## Verfahren und Bezeichnungen
Je nach dem zugrundeliegenden Bildgebungsverfahren werden verschiedene Angiografien unterschieden:
- Digitale Subtraktionsangiografie (DSA)
- CT-Angiografie (CTA)
- Magnetresonanzangiografie (MRA)
- Fluoreszenzangiographie des Augenhintergrundes mittels Indocyaningrün oder Fluorescein
- Die Darstellung von Gefäßen mit der Sonografie ist streng genommen ebenfalls eine Angiografie, der Begriff ist hier jedoch nicht so gebräuchlich. Hier bringen die Doppler- und Duplex-Sonografie zusätzliche Information über den Blutfluss.
- Die zerebrale Angiografie wurde 1927 von dem portugiesischen Arzt und Politiker António Egas Moniz und dessen Mitarbeiter Pedro Manuel de Almeida Lima als Röntgenkontrastdarstellung des intrakraniellen Gefäßsystems von der Arteria carotis aus entwickelt. Ab 1931 erprobte er auch den Zugang über die Axillararterie und verwendete er als Kontrastmittel das später wieder verlassene radioaktive und giftige Thoriumdioxid.[1] Später wurden andere Kontrastmittel eingesetzt.[2] Die zerebrale Angiografie erfuhr durch die Einführung des Seldinger-Katheters zu Beginn der 1950er Jahre eine Erleichterung ihrer Anwendung.[3]
- Aortografie: Die translumbale Aortografie wurde als Methode 1929 von Reynaldo dos Santos begründet. Im Jahr 1937 stellten A. Castellanos und R. Pereiras erstmals die thorakale Aorta mittels Kontrastmittelinjektion gegen den Blutstrom dar.[4]

Neben arteriellen (Arteriografie) und venösen (Phlebografie) Blutgefäßen können auch Lymphgefäße (Lymphografie) und nicht anatomische Gefäße wie Gefäßprothesen oder Dialyseshunts dargestellt werden. Die Darstellung der Herzkranzgefäße heißt Koronarangiografie, die Angiografie einer Krampfader nach direkter Punktion Varikografie.
Die Kurzform Angio für Angiografie ist im medizinischen Umfeld gebräuchlich.

## Indikationen
Angiografien werden hauptsächlich benutzt, um Gefäßerkrankungen zu diagnostizieren.
- Krankheiten der Arterien:
  - Arteriosklerose und deren Folgeerkrankungen
    - Gefäßverengungen, z. B. Koronare Herzkrankheit, Karotisstenose, Periphere arterielle Verschlusskrankheit
    - Akute Gefäßverschlüsse, z. B. bei einem Herzinfarkt

  - Aussackungen von Gefäßen (Aneurysmata)
  - Gefäßverletzungen
  - Gefäßfehlbildungen
- Krankheiten der Venen:
  - Thrombosen
  - Krampfadern

Weiterhin benötigt man gelegentlich eine Angiografie, um für die Planung einer Operation Klarheit über den Verlauf wichtiger Blutgefäße zu haben.

## Digitale Subtraktionsangiografie

### Untersuchungsablauf
Zunächst wird ein Katheter oder eine Injektionsnadel in das Gefäßsystem eingebracht und dann im bzw. vor den Abgang des interessierenden Blutgefäßes positioniert. Vor Gabe des Kontrastmittels kann ein normales Bild (Leeraufnahme) von der untersuchten Körperregion angefertigt werden. Wird dann das Kontrastmittel über Katheter bzw. Nadel in das Gefäß gespritzt, werden davon in schneller Abfolge Aufnahmen angefertigt.
Sollten diese Bilder in digitaler Form gespeichert werden, kann man von den Angiografiebildern die Leeraufnahme subtrahieren. Störende Bildelemente, die auf beiden Bildern vorhanden sind (z. B. Knochen), werden dadurch ausgeblendet, was die Auswertung der Aufnahmen erleichtert (digitale Subtraktionsangiografie).
Je nachdem, welches Gefäß punktiert wurde, ist eine spezielle Nachbehandlung (zum Beispiel ein Druckverband) notwendig.

## Gefahren und Nutzen
Die Risiken ergeben sich zum einen aus der Punktion der Blutgefäße, vor allem, wenn Arterien punktiert werden. Hämatome, Nachblutungen, Aneurysmata und Fisteln können resultieren. Bei Einsatz von Katheter und Führungsdraht kann es auch zu Gefäßverletzungen entfernt der Punktionsstelle kommen. Durch Thrombenbildung an den in das Gefäß eingebrachten Materialien (z. B. am Führungsdraht) kann es zu Embolien mit der Folge eines Gefäßverschlusses kommen. Zum anderen kann die Gabe des Kontrastmittels allergische Reaktionen hervorrufen, die Nieren schädigen (Kontrastmittelnephropathie) oder – im Falle einer vorbestehenden Schilddrüsenüberfunktion bzw. -überfunktionsneigung – zu einer akuten Schilddrüsenüberfunktion (Hyperthyreose) führen. Zu beachten ist im Fall der Röntgenbildgebung auch die – insbesondere bei längeren Interventionen – nicht geringe Strahlenexposition.
Die Angiografie zeigt die Kontrastierung der untersuchten Gefäße mit dem Blutfluss und bietet damit die Kombination aus morphologischer Information über das Füllungsbild und funktioneller Information über An- und Abflussverhalten des Kontrastes als Ausdruck der Hämodynamik. Größter und einzigartiger Vorteil der Angiografie ist, dass während der Untersuchung auch Eingriffe im Gefäß vorgenommen werden können. Verengte Gefäße können aufgedehnt (Angioplastie), Blutgerinnsel aufgelöst und Aneurysmata ausgeschaltet werden. Auch können verschobene Katheter unter Umständen wieder korrekt ausgerichtet werden.

## Angiokardiographie
In der Angiokardiographie können die Herzinnenräume (Vorhöfe, Kammern) dargestellt werden um Größe und Funktion zu beurteilen. Des Weiteren können große Gefäße, eventuell vorhandene Shunts und auch die Koronargefäße, welche das Herz versorgen, genau dargestellt werden.
Zugang erfolgt entweder venös (Rechtsherzkatheter) oder über eine Arterie (Linksherzkatheter). Der Linksherzkatheter wird entweder über die Arteria femoralis in der Leiste oder die Arteria brachialis in der Ellenbeuge eingebracht, der bis in die linke Herzkammer oder den Abgang der Koronararterien vorgeschoben wird (Koronarangiographie). Der Rechtsherzkatheter wird über die Vena femoralis in der Leiste oder die Vena brachialis in der Ellenbeuge eingebracht. Nachdem der Katheter eingebracht ist, wird ein Kontrastmittel eingespritzt, dessen Verteilung dann mit einem Cinematographiefilm aufgezeichnet werden kann.
Bei manchen Fragestellungen können gleichzeitig auch Gewebeproben entnommen werden oder Stromimpulse abgegeben werden, um das Reizleitungssystem zu überprüfen. Zudem können vor allem in den Koronararterien auch therapeutische Interventionen gemacht werden (z. B. Ballondilatation, Stent-Anlage).
Kontraindikationen für die Katheterisierung sind Allergien gegen das Kontrastmittel, Hyperthyreose, dekompensierte Herzinsuffizienz und Gerinnungsstörungen.